# Rövarskäret, Vasa
Rövarskäret (fi. Ryövärinkarit) är en tidigare ö i Södra Stadsfjärden i Vasa och numera en del av dess strandlinje. Området vid Rövarskäret är en viktig häcknings- och rastplats för många fåglar. Här restes år 2004 ett fågeltorn med tillhörande rastplats.

## Historia
Rövarskär och andra öar nära gamla hamnen vid Hästholmen användes ofta som lagringsplatser. På Rövarskär lagrades virke som fraktades dit med båt och flottning från omkringliggande områden för att vintertid transporteras till fastlandet med häst och släde över isen.